# 부기 (2021년 영화)
"부기"(영어: Boogie)는 2021년 공개된 미국의 드라마 영화이다.

## 출연
- 테일러 타카하시 - 알프레드 "부기" 친 역
- 테일러 페이지 - 엘리노어 역
- 바샤 "팝 스모크" 잭슨 - 몽크 역
- 호르헤 렌데보르그 후니오르 - 리치 역
- 파멜린 치 - 친의 어머니 역
- 페리 영 - 친의 아버지 역
- 마이크 모 - 멜빈 역
- 도메닉 롬바르도지 - 호킨스 코치 역